# Borox
Borox – gmina w Hiszpanii, w prowincji Toledo, w Kastylii-La Mancha, o powierzchni 60,26 km². W 2011 roku gmina liczyła 3556 mieszkańców.